# Samba (música)

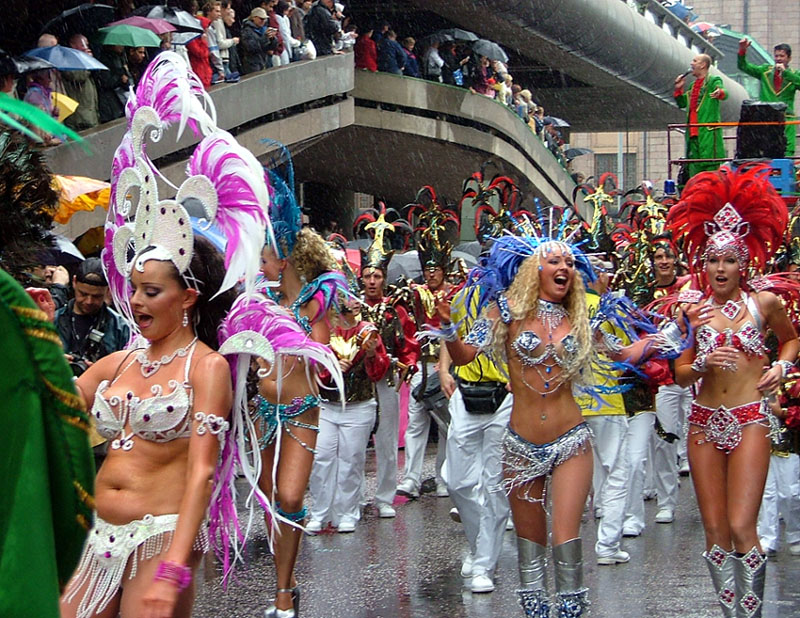
Desfilada de l'escola de samba Império do Papagaio al carnaval de Hèlsinki. La samba és un ritme musical molt estès pel món.

La samba és una de les formes musicals d'arrels africanes més populars del Brasil. Les arrels de la samba es remunten a l'Àfrica, principalment Angola. La paraula és i ritual probablement originari del nom angoleny semba, un ritme religiós centenari. No s'ha de confondre la samba amb la zamba, un estil musical de Riu de la Plata totalment diferent.
La samba probablement va sorgir a Bahia, on fins avui guarda tota una tocada i ritmes propis i, amb la transferència de gran quantitat d'esclaus per a les plantacions de cafè a l'estat de Rio, a aquest va guanyar nous contorns, instruments i història propis, de tal manera que, com un gènere musical, apunten el seu sorgiment al començament del segle xx, a la ciutat de Rio de Janeiro (la capital brasilera d'aleshores). El ritme és una sintesi del maxixe, del lundú i de la modinha. El terme «escola de samba» és originari d'aquest període de formació del gènere, va ser adoptant per grans grups de sambistes en un intent de guanyar acceptació per a les seves manifestacions artístiques; el «morro» era el terreny on la samba naixia i l'escola donava als músics un sentit de legitimitat i organització que permetia trencar amb les barreres socials.
La samba-amaxixado Pelo telefone, de domini públic però registrat per Donga i Mauro Almeida, és considerat el primer enregistrament, encara que Bahiano i Ernesto Nazaré haguessin enregistrat per a la Casa Édison ja el 1903. El seu gran èxit va portar el gènere més enllà dels morros. Als 1930, uns músics liderats per Ismael Silva van fundar, al veïnat del barri d'Estácio de Sá, la primera escola, Deixa Falar. Van transformar el gènere perquè s'adeqües millor a la desfilada de carnaval. En aquella mateixa època, un personatge va ser molt important per a la popularització de la samba: Noel Rosa. Noel és responsable de la unió de la samba del morro amb el de l'asfalt. És considerat el primer cronista da música popular brasilera. Llavors, la ràdio va difondre la popularitat de la samba per tot el país i, amb el suport del president Getúlio Vargas va guanyar status de música oficial del Brasil. Als anys següents, l'art es va desenvolupar en diverses direccions, de la samba canção a les bateries d'escoles de samba. Un dels nous estils va ser la bossa nova, creada per membres de la classe mitjana, entre ells João Gilberto i Antonio Carlos Jobim.
Als anys seixanta del segle passat, els músics de la bossa nova van iniciar un moviment de rescat dels grans mestres de la samba. Molts artistes van ser descoberts pel gran públic del moment. Noms com Cartola, Nélson Cavaquinho, Zé Keti i Clementina de Jesus van gravar els seus primers discos. Als setanta la samba se sentia molt a les ràdios. Compositors i cantants com Martinho da Vila, Bezerra da Silva, Clara Nunes i Beth Carvalho dominaven les llistes d'èxits. Al començament dels vuitanta, després d'un període d'oblit, on les ràdios eren dominades per la música de discoteca i pel rock brasiler, la samba va reaparèixer a l'escenari brasiler amb un nou moviment, anomenat «pagode». Nascut als suburbis carioques, el pagode era una samba renovada, que utilitzava nous instruments, com el banjo i el tam-tam i un llenguatge més popular. Els noms més famosos van ser Zeca Pagodinho, Almir Guineto, Grupo Fundo de Quintal, Jorge Aragão i Jovelina Pérola Negra. Actualment, la samba és un dels gèneres musicals més populars al Brasil.

## Etimologia i orígens
Hi ha diverses versions sobre el naixement de la paraula "samba". Un d'ells afirma ser a partir del final "Zambra"o "Zamba", provenen de l'àrab, i durant la invasió musulmana de la península Ibèrica al segle viii. Un altre diu que és originari d'un dels molts llengües africanes, possiblement el quimbundo, on sam és "donar" i ba significa "rebre" o "allò que cau".
A Brasil, es creu que la paraula samba és una corruptela de semb (melic), paraula d'origen africà i possiblement provinent d'Angola o el Congo, d'on va arribar la majoria dels esclaus del Brasil. Un dels registres més antics de la paraula va aparèixer a la revista El Carapuceiro de Pernambuco, amb data de febrer de 1838, quan el pare Miguel Lopes Gamma de Sacramento va escriure en contra del que va anomenar la samba d'almocreve, és a dir, no en relació al futur gènere musical, sinó una espècie d'alegria (dansa teatre) dels negres popular en aquella època. Segons Hiram Araújo da Costa, des de fa segles el festival de danses dels esclaus a Bahia s'anomena samba.
A mitjans del segle xix, sota la paraula samba es configuren els diferents tipus de música dels esclaus africans, quan es fa per diferents tipus de batuques, però assumeix característiques pròpies a cada estat brasiler, no només per la diversitat de les tribus d'esclaus, sinó també per la peculiaritat de cada regió en la qual s'instal·laren els colons. Alguns d'aquests balls populars eren coneguts com a bate-baú, samba-corrido, samba-de-roda, samba-de-Chave i samba-de-barravento, a Bahia; coco, a Ceará; tambor-de-crioula o posi, a Maranhão; trocada, coco-de-parelha, samba de coco i soco-travado, a Pernambuco; bambelô, a Rio Grande do Norte; partido alto, miudinho, jongo i caxambu, a Rio de Janeiro; samba-lenço, samba-rural, tiririca, miudinho i jongo a São Paulo.

## Faveles i Tías baianas
Des de la segona meitat del segle xix, com la població de negres i mestissos de Rio de Janeiro va augmentar amb l'arribada de més individus provinents de diverses parts del Brasil, principalment a Badia, així com dels que lluitaren a la guerra de Canudos, a finals de segle. També individus dels veïnatges de Morro da Conceição, Pedra do Sal, Praça Mauá, Praça Onze, Cidade Nova, Saúde i la Zona portuària. Aquests formen les comunitats pobres i marginals i, més tard, el terme va passar a ser sinònim d'edificis irregulars de pobres. Aquestes comunitats serien l'escenari d'una part significativa de la cultura dels negres del Brasil, en particular pel que fa a candomblé i la samba amaxixat. Entre els primers, destaca el músic i ballarí Hilário Jovino Ferreira –responsable de la fundació de diversos blocs d'afoxé i ranxos de carnaval– i les «Tías baianas», terme amb què eren conegudes les esclaves descendents de Badia a finals del segle xix. Entre les Tías baianas més famoses, destaquen Tía Amelia (la mare de Donga), Tía Bebiana, Tía Mònica (mare de Pendengo i Carmen Xibuca), Tía Prisciliano (mare de João da Bahia), Tía Rosa Olé, Tía Sadat i Tía Veridiana (mare de Chico del Baiana). Potser la més coneguda d'elles va ser Hilaria Batista de Almeida, la Tía Ciata. Per tant, la samba i el gènere musical neixen a l'inici de segle a les cases de Tías Baianas, com un descendent de l'estil lundu, acompanyades amb la pandereta, la placa, el ganivet i el palmell de la mà.
Hi ha algunes controvèrsies sobre la paraula samba-raiado, un dels primers nomenaments de la samba. Se sap que la samba-raiado es caracteritza pel so i l'accent interposat per les Tías baianas de les zones rurals de Badia a Rio de Janeiro. Segons João Baiana, la samba-raiado va ser igual a la chula raiada samba. Pel sambista Caninha, aquest va ser el primer nom que havia sentit a casa de Tía Dada. Al mateix temps, és la samba-corrido, d'una línia musical més elaborada –però amb l'accent rural de Bahia–, i la samba-chula, amb la rima i la melodia més característiques de les zones urbanes de la samba carioca.

## Samba de Bahia i São Paulo
La samba carioca urbana és la samba brasilera per excel·lència. No obstant això, abans que es consolidés com el samba nacional a tot Brasil, existien altres formes tradicionals a Bahia i São Paulo. La samba rural de Bahia ha adquirit altres noms amb variacions coreogràfiques; per exemple, la "samba-de-chave", on la ballarina solista finga mirar una roda i quan la troba és substituïda. L'estructura poètica de la samba bahiana segueix la via de tornada i cor –format d'un sol vers en solitari–, seguida de l'altra, i repetida pel cor de ballarins com la roda falderal. Sense cor, la samba es diu samba-corrido, variació poc freqüent. Una altra peculiaritat de la samba de Bahia és una forma de competència que apareix en diferents balls; es tracta d'una controvèrsia entre els participants per veure qui fa millor les seves intervencions solistes. A més del ombligo (melic), comú en totes les fermés, la de Bahia presenta tres passos bàsics: corta-a-joca, separa-o-visgo i apanha-o-bago. Existeix també un altre element coreogràfic, ballat per les dones: el miudinho, que també va aparèixer a São Paulo, com la dansa que es ballava només en el centre de la roda. Els instruments de la samba de Bahia eren: la pandereta, la guitarra, el sonall i, de vegades, la castanyoles i el berimbau.
A São Paulo, a la zona rural, es podia ballar sense el tradicional ombligo. Hi ha també altres variacions coreogràfiques, en les quals els ballarins poden estar disponibles en les files del davant, els homes per una banda, les dones per l'altra. Els instruments de la samba paulista eren violes, la celosia i panderetes. Hi ha referències en aquest tipus de samba a Goiás, ja que allà es va mantenir l'ombligo. És possible que la importància de disposar de la roda, a Goiás, ha estat modificat per la influència de la colla o cateretê. Segons l'historiador Luis dona Câmara Cascudo, es pot observar la influència de la cultura de la ciutat.

## Els primers decennis del segle XX

### Pelo Telefone
Àvia del compositor Bucy Moreira, Tia esmentat expe va ser una de les responsables per la sedimentació de la samba carioca. Segons el folklore de temps, una samba per aconseguir l'èxit hauria de passar la casa de la tia CIAT i ser aprovat en les rodes de la festa de samba, que va arribar als últims dies. Moltes composicions van ser creades i cantades en la improvisació, on la samba "Pelo Telèfon" ("Per telèfon", de Donga i Mauro de Almeida), cançó pels quals també hi va haver moltes altres versions, però per arribar a la història de la música brasilera com el primer que es registren en 1917.2
Mentre que altres gravacions s'han registrat com samba abans de "Pèl telèfon", aquesta composició va ser realitzada per doble Donga / Mauro d'Almeida, que és considerat com a marc fundador del gènere. No obstant això, la cançó està escrita i examinar la seva proximitat a la maxixe va fer finalment designat com samba-maxixe. Aquesta secció va ser influenciat per la dansa maxixe i bàsicament la que exerceixen piano - a diferència de la samba de Rio exercit
 els turons carioques - i el compositor ha exponent Sinh, autotitulat "el rei de Samba", que amb altres pioners, com Heitor dos Prazeres i Caninha, establir les bases de la primera gènere musical.2

### Turma do Estácio
De la Favela de Mangueira, han sortit llegendes de la samba com Cartola.
La propagació de l'especulació immobiliària a Rio de Janeiro ha format diversos turons i barriades, en les escenes urbanes de Rio, que seria el graner de nous talents musicals. Gairebé simultàniament, el "samba carioca" va néixer al centre de la ciutat que pujava les vessants dels turons i s'estén fora de la perifèria, fins al punt que, amb el temps, ser identificat informalment com samba de morro.
Al final de la dècada de 1920, va néixer la samba en el carnaval dels blocs en els districtes d'Estácio de Sá i Osvaldo Cruz, i els turons de Mànega, Salgueiro i São Carlos, el que faria en les innovacions rítmiques samba que persisteixen fins avui. Aquest grup, és posar en relleu la "Turma do Estácio", que encara es plantegen "Deixa Parlar", la primera escola de samba al Brasil.
Format per alguns compositors al barri d'Estácio, incloent Alcebíades Barcellos (el Bide), Armando Marçal, Ismael Silva, Nilton Bastos i més els malandros-sambistes Baiaco, Brancura, Mà Edgar, Mà Rubem, la "Turma do Estácio" marca la història de la samba brasilera mitjançant la injecció de més ritme al gènere, que té suport dels nens de la classe mitjana, com l'exestudiant de dret Ary Barroso i exalumne del medicina Noel Rosa.
Inicialment un ranxo carnavalesc, a continuació, un bloc de Carnaval i, finalment, una Escola de Samba, la "Deixa Parlar" va ser el primer a desfilar amb el so d'una orquestra formada per percussió surdo, tamborins i cuica, que es va unir a panderetes i sonalls. Aquest grup va ser anomenat "bateria" i es presta a la vigilància d'un tipus de samba que és molt diferent dels de Donga, Sinh i Pixinguinha. La samba a la moda d'Estácio de Sá va signar ràpidament com la samba carioca per excelencia.6
La "Turma do Estácio" ha fet que el ritme de samba es procedeixi de manera que podrien anar acompanyades de desfilada de carnaval, per tant, distanciar-se dels progressos amaxixados de compositors com Sinh. A més, les seves rodes de samba van ser ateses pels compositors d'altres turons carioques, com Cartola, Carlos Cachaça, i després, Nélson Cavaquinho, Geraldo Pereira, Paulo dona Portela, Alcides Malandros Històric, manaca, Noi Santana, Molequinho i Aniceto do Império Serrano. Acompanyada d'una pandereta, un bateria, una cuica i una sord, aquestes bambes van crear la propagació de samba-de-morro.5

### Samba improvisada i escoles de samba
Cantat a les terrasses de les escoles de samba o en els anomenats pagodes - habituals reunions festives, regades de música, menjar i beguda - la samba de Partit Alt té el seu origen en el melic Àfrica i és la forma de la samba més proper a l'origen dels batuque d'Angola, el Congo i altres regions properes. El partit alt tendeix a ser dividit en dues parts: el cor i versos. Aquest cant és l'art de crear versos, en general, i de sobte es compon de peces de la tradició oral, i cantar en una línia melòdica o preexistents també improvisada, pràctica de diferents maneres.
Juntament amb les escoles de samba, la samba-embolic va esdevenir un dels símbols nacionals del Brasil. Inicialment, la samba-embolic no va ser embolic, però que va canviar quan l'Estat - més aviat l'Estat Novo de Getúlio Vargas - va prendre l'organització de desfilades i va obligar a la samba-embolic parlar de la història oficial del Brasil. 9 La lletra de la samba-embolic comp una història que serveix com una trama per al desenvolupament de la presentació de l'escola de samba. En general, la cançó és cantada per un home, sempre acompanyat d'una petita guitarra i els tambors de l'escola de samba, produint un so complex i textura densa, conegut com a batucada.
Va començar a desenvolupar-se com el carnaval dels ranxos, escoles - inicialment amb Mangueira, Portela, Império Serrano, Salgueiro i, en les dècades següents, amb Beija-Flor, Imperatriz Leopoldinense i Mocidade Independente - fins cresc i dominar el Carnaval de Rio, transformant- en un gran negoci amb un fort impacte en el moviment turístic.
Durant la dècada de 1930, era habitual en una desfilada de l'escola de samba que a la primera part, sense fer d'això una samba, i la segona part, la millor, versadors improvisacions, normalment sambes deixant dels terreiros de les escoles (actual Esquadra). Aquests eren coneguts com a Samba-de-Terreiro.

## Impuls de la ràdio

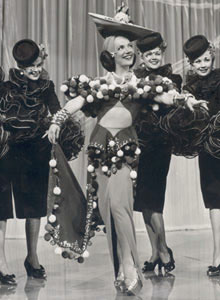
Carmen Miranda a la pel·lícula The Gang's All Here. La cantant luso-brasilera va ajudar a divulgar la samba a nivell internacional.

Des de la dècada de 1930, la popularització de la ràdio al Brasil ajudat la samba a tot el país. L'emissió va ajudar a popularitzar la samba-canção i la samba-exaltação, sub-gèneres massa executius. La primera samba-canção va ser "Ai, Ioiô", el 1928, amb l'enregistrament d'Aracy Corts. També conegut com a samba de semestre de l'any, la samba-canção ha esdevingut el pròxima dècada. Es tracta d'un ritme més lent de la música i hi havia un èmfasi en la melodia i, en general, de fàcil acceptació. Aquest aspecte va ser més tard la influència de ritmes estrangers, en primer lloc per fox trot i en la dècada de 1940, el bolero.
Si diversos dels temes a la samba de morro parlen de l'astúcia, el comportament femení, els barris de tuguris, la samba-canção canvia el focus a la part subjectiva de dolor i ingratidões, principalment pel sofriment òptic amor, i com a recordatori del tema bolero quan no assumint un to de queixa. Es va considerar un sub-gènere de classe mitjana per excel·lència. Més enllà de "Ai, Ioiô", alguns altres clàssics de la samba-canção fossin "Risque", "No Ranxo Fundo", "Copacabana" i "Ninguém Em Estima".
Els seus compositors més famosos foren Noel Rosa, Ary Barroso, Lamartine Babo, Braguinha (també conegut com a João de Barro) i Ataulfo Alves. Altres aspectes destacats d'aquest estil es Antonio Maria, Custódio Mesquita, Dolores Duran, Fernando Lobo, Henrique Vogel, Ismael Neto, Lupicinio Rodrigues, Batatinha i Adoniran Barbosa, això últim acusat per satíric dosi.
Al final de la dècada de 1950 amb l'aparició de la bossa-nova, la samba-canção més cap a la "tristesa" estava una mica oblidada i ha donat veu als temes més suaus, com la platja, el mar, el sol, les superfícies conreades per a una nova generació de compositors com Carlos Lyra, Mario Telles, Roberto Menescal, Ronaldo Boscoli, entre d'altres dirigit per poeta Vinicius de Moraes. Aquest tipus de cançó utilitza la samba-bar 2 / 4, influït per la guitarra del Cool Jazz de Barney Kessel i la veu de Julie Londres en l'àlbum "Julie Is My Name".
Però la ideologia de l'Estado Novo de Getúlio Vargas ha contaminat l'escena de la samba. De l'astúcia convertida de "O Bonde São Januário" (de Ataulfo Alves i Wilson Batista) va arribar a "Aquarela do Brasil" (de Ary Barroso), gravat per Francisco Alves el 1939. La cançó va marcar el sub-gènere samba-exaltació - va ser el primer cançó d'èxit al Brasil ia l'estranger. La samba-exaltació es va caracteritzar per l'àmplia composició de la melodia i els versos patriòtics. La cantant Carmen Miranda va ser capaç de dissenyar aquesta samba internacionalment a partir del cinema. Villa-Lobos va ser un dels intel·lectuals famosos que van reconèixer el valor de la samba.
Amb el suport del president Getúlio Vargas, va guanyar la samba estatus de la "música oficial" del Brasil. No obstant això, aquesta condició de la identitat nacional també va ser el reconeixement d'intel·lectuals, com Heitor Villa-Lobos, qui va disposar una gravació amb el mestre erudit Amèrica del Nord Leopold Stokowski vaixell en l'Uruguai, 1940, que va suposar Barret, Donga, João da Bahia, Pixinguinha i Zé da Zilda. També va sorgir en la dècada de 1940 una nova collita d'artistes com Francisco Alves, Mario Reis, Orlando Silva, Silvio Caldas i, a més, Aracy d'Almeida, dAlva d'Oliveira, Elizeth Cardoso, entre d'altres.

### Diversitat
Fins i tot durant la dècada de 1930, però sobretot a partir de mitjans dels anys de la dècada de 1940 i al llarg de la dècada de 1950, la samba ha rebut noves influències de ritmes llatins i Amèrica del Nord. Les concentracions urbanes provoquessin l'aparició dels primers populars clubs nocturns, les anomenades Gafieira, escenari de nous estils que sorgeixen en el cor de la samba, com són els casos de samba-choro i samba de Gafieira.
La samba de Gafieira era un sub-gènere sorgit sota la influència de ritmes llatins i americans - en general instrumental i exercit per les orquestres d'Amèrica del Nord (apropiat per als balls es practica en salons públics, garfi i cabarets) - que van arribar al Brasil a mitjans dels anys la dècada de 1940 i al llarg de la dècada de 1950.
Tanmateix, la samba-choro és una variant del que va aparèixer el 1930 en què es barregen l'instrumental de fraseig plorar (amb flauta) a la samba batuque. Entre les primeres composicions en l'estil "Amor em Excess" i "Amor de parceria".
El 1933, Heitor dos Prazeres va llançar la samba "Eu choro" i la terminació "breque" (l'anglès break), després popularitzada amb referència a la instantània de la nova Brake de cotxes. D'aquí va sorgir la samba-de-breque. Variant de samba-choro, la samba-de-breque es va caracteritzar per un ritme marcadament syncopate amb parades sobtades, l'anomenada breque, durant la cançó de la cantant per fer un discurs. Això atura el cantant utilitza per encaixar les frases que acabo de parlar, diàlegs humorístics i comentaris de la cantant - amb la gràcia i l'astúcia en la narrativa. Luis Barbosa va ser el primer en aquest tipus de treball de la samba, que es va reunir a Moreira da Silva seva més alta expressió. Un altre a es destacar d'aquest capítol va ser Germano Mathias.

## Dècada del 1950
A la dècada dels anys 1950, semblen Sambal - Una espècie de samba-cançó amb lletres romàntiques i lentes com el balades llançat al mercat brasiler. El part alta va reaparèixer entre els compositors de les escoles de samba de Rio turons, però ja no estava connectat a un tipus de dansa, però en forma d'improvisació cantada en cada cas, alternant amb tornada cantat per coneguts assistència. Alguns partideiro, es van destacar Geraldo Pereira, Herivelto Martins i Wilson Batista.
No obstant això, un moviment nascut al sud de Rio de Janeiro i fortament influenciada pel jazz, la marca de la història de la samba i Música popular brasilera aquesta dècada. Un la bossa-nova sorgit a finals de la dècada de 1950, amb un accent rítmic original - que es va dividir la redacció de la samba i l'afegit de les influències impressionisme acadèmic i jazz - I un estil diferent de cantar, íntima i suau.
Després dels precursors com Johnny Alf, João Donato i músics com Luiz Bonfá i Noi, aquest sub-gènere va ser inaugurada per João Gilberto, Tom Jobim i Vinicius de Moraes, i hi hauria una generació de deixebles, seguidors i Carlos Lyra, Roberto Menescal, Durval Ferreira i grups com Tamba Trio, Bossa 3, Zimba Trio i Os cariocas.
També a la final de la dècada de 1950, ve la sambalanço, una branca de la popular bossa nova (que va ser més apreciat pels classe mitjana). També es van barrejar amb la samba i els ritmes d'Amèrica del Nord el jazz. La sambalanço va ser molt interpretada en els suburbis de les danses de dècades de 1960, 1970 i 1980.
Aquest estil dissenyat com artistes Bebeto, Bedeu, Escòcia 7, Djalma Ferreira, el somni, Dhema, Ed Lincoln i junts, Elza Soares, Grupo Joni Mazza, Luis Antonio, Luis Bandeira, Luiz Wagner Miltinho, entre d'altres. Ja en segle xxi, com ara grups Funk Com Li agrada i Clube do balanço han seguit a ballar i mantenir viu aquest sub-gènere.

## Dècada de 1960
Nelson Sergent integrar el conjunt A Veu do Morro.
Amb la bossa nova, la samba està més lluny de les seves arrels populars. La influència de jazz s'aprofundeix i s'han incorporat les tècniques de la música clàssica. D'un festival a Carnegie Hall de Nova York, el 1962, la bossa nova èxit aconseguit a tot el món. Però al llarg de les dècades de seixanta i setanta, molts artistes que van sorgir - com Chico Buarque de Hollanda, Billy Blanco, Martinho da Vila i Paulinho da Viola va advocar per la tornada de la samba seu ritme tradicional, amb el retorn dels veterans Llum, Barreto, Nélson Cavaquinho i Zé Keti.
A principis dels anys la dècada de 1960 va ser el "Moviment per a la Revitalització de Samba d'Arrel", promogut per Centre de Cultura Popular, en col·laboració amb la Unió Nacional d'Estudiants. Era l'època de l'aparició de la barra Zicartola mostra de la samba al Teatro de Arena i el Teatre Santa Rosa i musicals com "Rosa de Ouro". Produït per Herminio Bell de Carvalho, la "Rosa de Ouro" va revelar Eagle Corts i Clementina de Jesús.
Dins de la bossa nova va sorgir la dissidència. Un d'ells genera el Afro-sambes de Baden Powell i Vinicius de Moraes. D'altra banda, el moviment es va acostar sambista tradicionals, va revisar la samba del turó, sobretot Barret, Dona Ivone Lara, Elton Medeiros, Nélson Cavaquinho, Zé Keti i, a més, Llum, Monarca, Monsueto i Paulinho da Viola. L'exemple de Calfwite Paulo da Portela, que intermèdia la relació del turó de la ciutat, on la samba es persegueix, Paulinho da Viola - també els Portela - Seria una mena d'ambaixador de gènere tradicionals davant un públic més art, inclosa la tropicalista. També en el bossa nova apareixen Jorge Ben seva contribució a la fusió amb els drets d'autor rhythm and blues Amèrica del Nord, que a més l'aparició d'un subgènere anomenat swing (o samba-rock).
També en la dècada de 1960, va venir la samba-funk. La samba-funk sorgit a finals de la dècada de 1960 amb pianista Don Salvador Grup i de la seva Abolició, que s'incorporen amb la samba funk Amèrica del Nord nouvinguts a les terres brasileres. Amb l'últim viatge de Salvador Estats Units, el Grup va tancar el negoci, però a principis de 1970's alguns ex membres afectats Luiz Carlos, José Carlos Barroso i es va unir a Christopher Oberdan Magalhaes Bastos, Jamil Joanes, Cláudio Lúcio da Silva, Stevenson i per formar Banda de Riu Negre. El nou grup s'ha aprofundit la tasca de Salvador en la mescla binària de la barra amb la samba brasilera de l'American funk Quaternari, sobre la base de la dinàmica de l'aplicació, impulsada pels tambors i el baix. Fins i tot després de la Banda del Riu Negre en 1980, DJs Britànic va començar a divulgar la tasca del grup va ser redescoberta i el ritme en tot l'Europa, principalment a Anglaterra i Alemanya.

## Dècada de 1970 i 1980
A principis de la dècada de 1970, la samba de nou viure un període de revaloració, que els projectes cantants, ja que Alcione, Beth Carvalho i Clara Nunes - Els dos discs amb grans vendes -, que cantant Roberto Ribeiro i compositors João Nogueira, Nei Lopes i Wilson Moreira. La samba ha esdevingut molt córrer de nou a la ràdio, amb gran èmfasi en el seu costat d'alt - i el camp de parades d'èxit d'artistes com Martinho da Vila, Bezerra da Silva, Clara Nunes i Beth Carvalho.
Després d'un període d'oblit en què les ràdios estan dominats per la música disco i el rock Brasiler, samba consolidat la seva posició en el mercat fonogràfic en el decenni de 1980. Compositors de la nova generació urbana es va atrevir a noves combinacions, com a Sao Paulo Itamar Assumpção, que va incorporar el ritme de la samba funk i reggae en la seva tasca de caràcter experimental. Però va ser el començament de la dècada de 1980 que la samba brasilera reaparegut en l'escena amb un nou moviment, denominat pagoda. Amb les característiques plorar i una manera fàcil d'aplicació per als ballarins, la pagoda es divideix bàsicament en dues tendències. El primer és més connectat amb part alta, també anomenada la pagoda de zero, que va mantenir la línia de so i fortament influenciada per les generacions passades. La segona tendència, la més "popular", era conegut com a "pagoda-romàntica" i hi havia un gran recurs en la comunicació 1990's en endavant.

## Dècada de 1990
Al final de la dècada de 1980, la pagoda plena sales, i en principis de la dècada dels noranta. Un indústria de la música, ja en gran part orientades a la globalització pop, usurpar la paraula pagoda, batejant ell una forma diferent de fer samba samba que va mantenir amb poques proves d'innovadores dècada anterior, de manera massiva aquest enganyosa. La majoria de la dilució a partir ciutat de São Paulo, que engendra la falsa etiqueta de "pagoda paulista." I els seus principals defensors eren un grup de músics, incloent la segona edició en la seva primera qualificació de les emissions, volia estar fent el que s'anomena "samba-rock, " però en realitat són més una variació de més de pop-rock, balls de samba va donar als nois en la música de bandes com Raça Negra i Júnior negritud. Per tant, les grans registre creat un nou tipus de pagoda, que molts anomenen "la pagoda-romàntic", "pagoda negoci" o simplement el ratllat "pagode".
Fins i tot en la dècada dels noranta, van aparèixer dues fusions amb altres gèneres de la música de samba. La primera va ser la samba-rap, creat en els barris de tuguris i les presons São Paulo i carioques. L'altre va ser la samba-reggae, que va sorgir de l'expressió de grups de Badia, Riu i Sao Paulo en la modificació de la pagoda tradicional i transformar-se en un gronxador de samba.

## Samba al segle XXI
Marcelo D2 va ser el pioner a barrejar hip-hop amb samba. Des del 2000, hi va haver alguns artistes que estan buscant tornar a les tradicions més populars de la samba. Van ser els casos de Marquinho d'Oswaldo Cruz, Teresa Cristina i el Grup Llavors, entre d'altres, que van contribuir a la revitalització de la regió de Lapa, a Rio de Janeiro. A São Paulo, la samba es reprèn amb la tradició en els concerts SESC Pompéia i també per la tasca de diversos grups, inclòs el grup Quintet de Blanc i Negre que van desenvolupar l'esdeveniment "Pagoda de vela." Tot això va ajudar a atreure a molts artistes de Rio de Janeiro, mostra que, establerta la residència en barris de la capital, com Sant Mateu. El 2003 Marcelo D2 publica el seu album A Procura dona Batuda perfeito, que marca l'inici de la samba rap.
El 2004, el llavors ministre de la cultura Gilberto Gil presentat a la Unesco l'aplicació de l'ofegament de la samba com a Patrimoni Cultural de la Humanitat en la categoria "béns intangibles", per Institut de Patrimoni Històric i Artístic Nacional. En any següent, la samba a la roda de Recôncavo Baiano va ser proclamat "Patrimoni de la Humanitat"per la UNESCO, la categoria de "Expressions orals i intangibles".

## Subgèneres musicals

### Samba comum
La samba es caracteritza per una secció de ritme que conté el marcatge, generalment sord o "tantan", el 'cor de la samba'; el seu nucli més important és en general reconegut com a "cavaco" o "cavaquinho" i pandero. El "cavaquinho" és la connexió entre l'harmonia i el ritme, i sol ser reconegut com un dels instruments harmònics més percussors; la seva presència, per regla, diferencia el vertader samba de variacions més suaus, com la bossa nova (malgrat hi hagi algunes gravacions de samba que no usin el "cavaco", e.g. de Chico Buarque). El pandero és l'instrument percussor més present, aquell el cop del qual és el més complet. Sempre hi ha un "violão" (una guitarra), i la manera de tocar el "violão" al samba va popularitzar el "violão" de 7 cordes, a causa de les sofisticades línies de contrapunt usades al gènere a les cordes més greus. Les lletres parlen bàsicament de qualsevol cosa, ja que la samba és el ritme nacional brasiler. Aquest subgènere engloba tots els altres.
Artistes famosos: Beth Carvalho, Dona Ivone Lara, Paulinho da Viola, Teresa Cristina & Grupo Semente, Tia Surica, Wilson Moreira, Zeca Pagodinho, etc.

### Partido alto
Aquest terme és utilitzat per denominar un tipus de samba que es caracteritza per un cop de pandero molt percussor, amb l'ús de la palma de la mà al mig de l'instrument. L'harmonia del "partido alto" és sempre en to major. Generalment tocat per un conjunt d'instruments de percussió (normalment "surdo", pandero i tamborí) i acompanyat per un "cavaquinho" o per un "violão" (guitarra), o pels dos alhora, el "partido alto" sol dividir-se en dues parts, el refrany i els versos. Els "partideiros" solen improvisar als versos, amb disputes comuns, i improvisadors talentosos han fet fama i carrera al samba, com Zeca Pagodinho, que no és solament un gran sambista amb propòsit general com també un dels millors improvisadors.
Artistes famosos: Candeia, Jovelina Pérola Negra, Zeca Pagodinho, Arlindo Cruz, Aniceto do Império, Sombrinha, Nei Lopes, Almir Guinéto, Camunguelo, Só Pra Contrariar.

### Pagode
Avui és la forma de samba que es difon entre la perifèria dels centres urbans del Brasil, sorgida als anys 80 amb la introducció de tres instruments nous: el banjo, el "tantan" i el "repique de mão". Usualment el canta una persona acompanyada per "cavaquinho", "violão" (guitarra) i almenys un pandero. Les lletres són disteses, parlen normalment d'amor o de qualsevol situació graciosa. Quasi mai tenen una gran expressió, essent més la preocupació per l'aliteració que pel contingut.
Artistas famosos: Raça Negra, Molejo, Katinguelê.

### Samba de breque
Avui un gènere mort, les músiques del "samba de breque" s'intercalaven amb parts parlades o diàlegs. Els cantants, necessàriament, tenien un excel·lent do vocal i l'habilitat de fer veus diferents. Les lletres explicaven històries i eren jocoses.
Artistes famosos: Moreira da Silva.

### Samba-canção
El "samba-canção" va ser molt radiat, amb grans influències de l'estil i de la melodia del bolero i del ballad americà. Les cançons d'aquest gènere són romàntiques i de ritme més lent. Els temes varien del purament líric al tràgic.
Artistes famosos: Noel Rosa, Ângela Maria, Nora Ney, Nelson Gonçalves, Cauby Peixoto, Agnaldo Rayol, Dolores Duran, Maysa Matarazzo, Lindomar Castilho. Els intèrprets d'aquest gènere es coneixien com a les dives de l'Era de Ouro do Rádio.

### Samba-exaltação
El "samba-exaltação" es caracteritza per composicions "meta-regionals"; l'"ufanisme" observat a les composicions exalta per dir-ho així la cultura del país i no un folclore específic, constituint el primer moment d'exportació de la música popular sense precedents a la història, presentant els colors, l'aquarel·la del país, a la resta del món. Aquarela do Brasil, d'Ary Barroso, és la composició que inaugura aquest estil de samba. Carmen Miranda destaca com un dels grans exponents.

### Samba-enredo
El "samba-enredo" és l'estil cantat per les escoles de samba durant les desfilades de carnaval als sambòdroms. La lletra del "samba-enredo", normalment, explica una història que servirà d'enredada per al desenvolupament de la presentació de l'escola de samba. En general, la música la canta un home, acompanyat sempre per un "cavaquinho" i per la bateria de l'escola de samba, produint una textura sonora complexa i densa, coneguda com a "batucada".

### Bossa nova
La "bossa nova" és un estil originalíssim de samba brasiler que va sorgir a la dècada del seixanta. Aquest estil és una fusió dels estils del jazz amb la samba. Durant molts anys va ser la samba de les platges i bars de Rio de Janeiro. La "bossa nova" va ser ben original quant a l'estil creatiu, perquè va introduir el repic de mà i la guitarra elèctrica, imitant la guitarra als tons més fins, fent una melodia amb forta influència de les melodies americanes barrejades amb cops abrasilerats. Les interpretacions estan marcades per un to suau, intimista o xiuxiuejat. Gravat el 1958, el LP Canção do Amor Demais és considerat crucial per a la inauguració d'aquest moviment, sorgit el 1957. L'antològic LP contenia a més, també de Vinícius de Moraes i Tom Jobim, Chega de saudade, Luciana, Estrada branca i Outra vez. La melodia de fons va ser composta amb la participació d'un jove baià que tocava la guitarra de manera original, inèdita: el jove João Gilberto.

### Samba reggae
És un estil de samba que va tenir origen a Bahia l'any 2000. Als vuitanta hi havia manifestacions culturals de cops llatins barrejats amb axé music i melodies semblants al reggae, però això no va ser prou per a definir-ne l'estil. Pels voltants de 2000, grups com Gera Samba e Cidade Negra, a més de la famosa cantant Daniela Mercury, van rescatar aquestes manifestacions. En aquell moment va sorgir el "samba reggae", que, per la seva banda, va evolucionar introduint-hi instruments comuns a músiques d'origen hispanoamericà i instruments de la samba com el pandero i el tambor, a més de la guitarra elèctrica en comptes del "cavaquinho". El "samba reggae" és una samba essencialment de platja, que narra situacions de la vida dels seus autors (generalment negres) com a personatges de platja.
Artistes i grups famosos: Gera Samba, Cidade Negra, Margareth Menezes, Daniela Mercury, Armandinho, Inimigos da HP.

### Altres variants
"Samba de roda" és una dansa ritual preservada a algunes ciutats de Bahia.
"Samba rock", estil musical amb fortes influències del funk i del soul.